# سانتیاگو کارپیترو
سانتیاگو کارپیترو (انگلیسی: Santiago Carpintero؛ زادهٔ ۲۸ سپتامبر ۱۹۷۶) بازیکن فوتبال اهل اسپانیا است.
از باشگاه‌هایی که در آن بازی کرده‌است می‌توان به باشگاه فوتبال دپورتیوو آلاوس، باشگاه فوتبال لوانته، باشگاه فوتبال رئال اویدو، باشگاه فوتبال آلباسته بالومپیه، باشگاه فوتبال کوردوبا، و باشگاه فوتبال مالاگا اشاره کرد.